# 皮尼 (德塞夫勒省)
皮尼（法語：Pugny，法語發音：[pyɲi]）是法国德塞夫勒省的一个旧市镇，属于布雷叙尔区。2019年1月1日，皮尼与邻近的5个市镇合并为新市镇塞夫尔河畔蒙库唐。

## 地理
皮尼（46°43'38"N, 0°31'26"W）面积6.99 平方千米，位于法国新阿基坦大区德塞夫勒省，该省份为法国西部内陆省份，北起曼恩-卢瓦尔省，西接旺代省，南至夏朗德省和滨海夏朗德省，东临维埃纳省。
与皮尼接壤的市镇（或旧市镇、城区）包括：拉布勒伊贝尔纳、尚特盧、拉沙佩勒聖洛朗、拉尔雅斯、蒙库唐。
皮尼的时区为UTC+01:00、UTC+02:00（夏令时）。

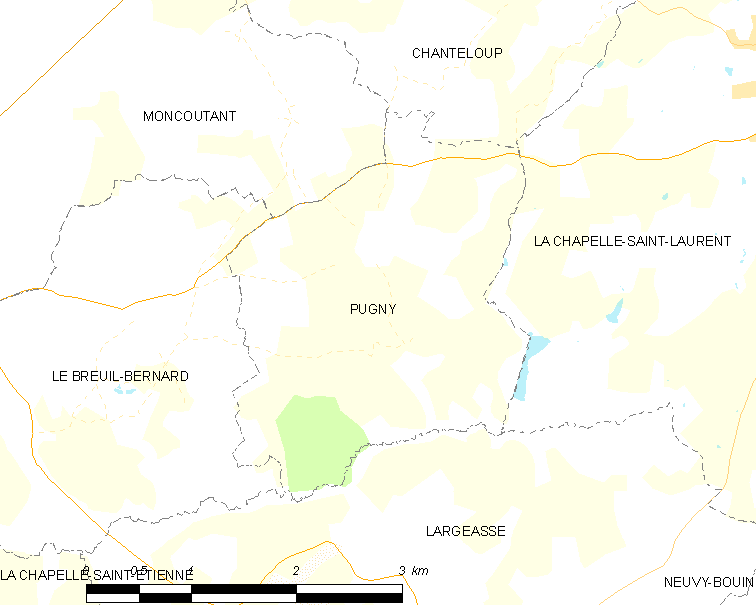
皮尼的OSM定位图

## 行政
皮尼的邮政编码为79320，INSEE市镇编码为79222。

## 政治
皮尼所属的省级选区为瑟里宰县。

## 人口

1962-2008年间人口变化图示

皮尼于2018年1月1日时的人口数量为230人。